# Raymond Blain

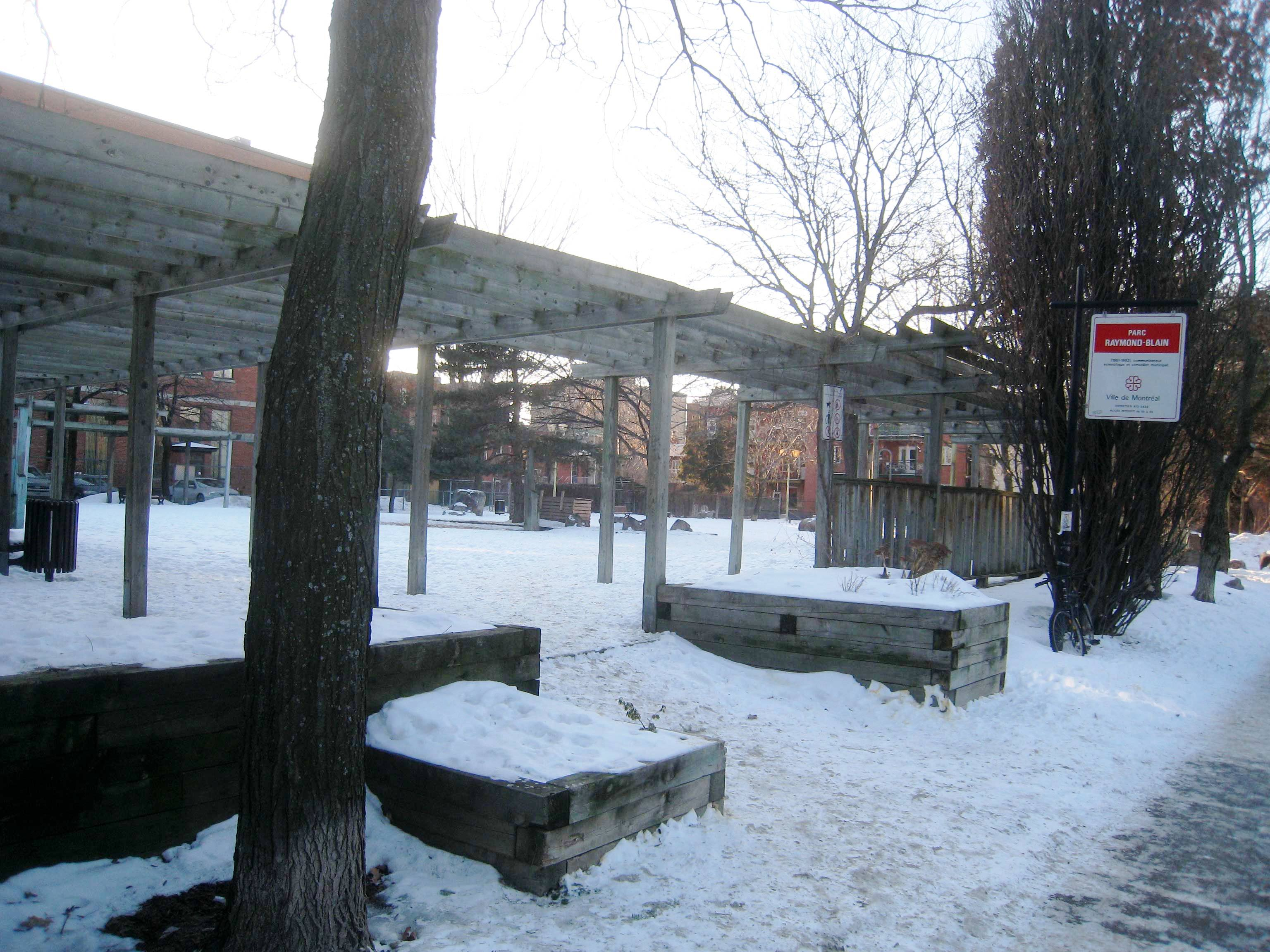
Công viên Raymond-Blain, mùa đông 2010

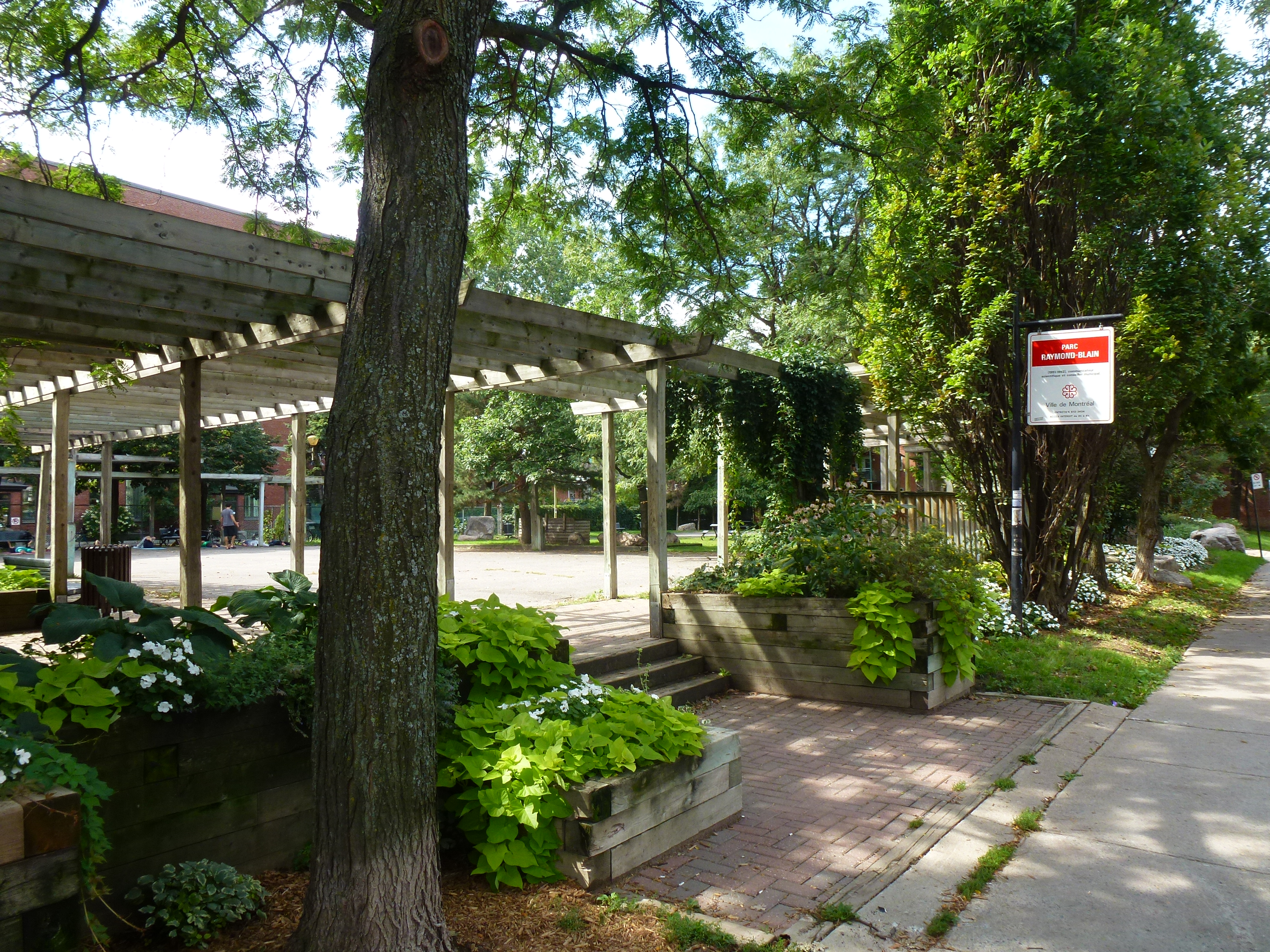
Công viên Raymond-Blain, hè 2011

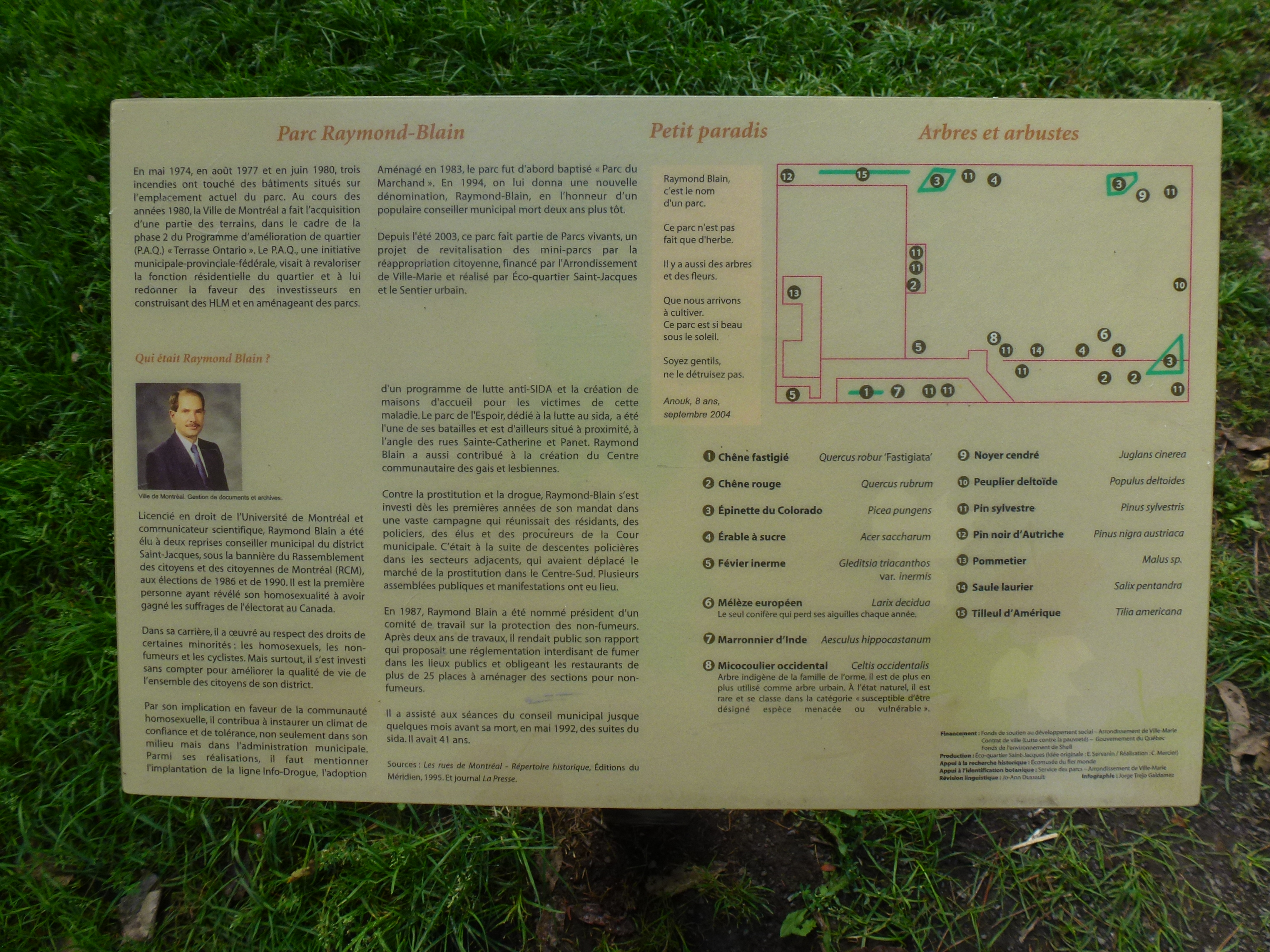
Công viên Raymond-Blain, tấm bia kỷ niệm

Raymond Blain là một chính khách người Canada, từng phục vụ trong Hội đồng thành phố Montreal từ năm 1986 đến năm 1992. Ông đã được truyền thông tín nhiệm là chính khách đồng tính công khai đầu tiên từng được bầu vào văn phòng công cộng ở Canada, mặc dù sau đó ông được xác nhận là có ít nhất hai nhân vật — thị trưởng Bécancour và MNA Maurice Richard và ủy viên hội đồng thành phố British Columbia Jim Egan — người có vị trí tiên phong bị truyền thông bỏ qua vào thời điểm đó.
Trước khi được bầu vào hội đồng, Blain đã học luật tại Université de Montréal và xã hội học, khoa học và giải trí tại Université du Québec à Montréal, và làm việc như một nhà giáo dục khoa học.

## Qua đời
Vào cuối mùa thu năm 1991 và mùa đông năm 1992, sức khỏe của Blain bắt đầu suy giảm do các biến chứng do AIDS; ông đã bỏ lỡ một số cuộc họp hội đồng thành phố, bao gồm cả việc thông qua ngân sách năm 1992 của thành phố. Ông qua đời vì các biến chứng liên quan đến AIDS vào ngày 5 tháng 5 năm 1992, ở tuổi 41. Chỉ vài ngày trước khi ông qua đời, thành phố đã thông qua chính sách lợi ích vợ chồng đồng giới mà ông đã vận động từ lâu.
Một dịch vụ nhà thờ tưởng niệm đã được tổ chức để vinh danh ông tại thành phố Église Sainte-Brigide-de-Kildare vào ngày 8 tháng 5.
Trong một cuộc bầu cử thành phố vào ngày 1 tháng 11 năm 1992, Forcillo đã đánh bại ứng cử viên MCM Claude Watters và 11 người thách đấu khác, bao gồm các nhà hoạt động vì AIDS Douglas Buckley-Couvrette và Gregory Tutko, để giành lại ghế.
Công viên Raymond-Blain, nằm trên phố Panet, giữa đường Lafontaine và Logan ở trung tâm làng Gay, được dành để vinh danh vào năm 1994.